# 厄什塔
厄什塔是挪威西南部默勒-魯姆斯達爾郡的市鎮，行政中心为厄什塔村。市镇面積为661.61平方公里，海拔高度600米，2023年人口10,929，人口密度為每平方公里16.8人。

## 外部連結
- 官方网站  （挪威文）